# Odpor (film, 2008)
Odpor je snímek z roku 2008, který byl natočen režisérem Edwardem Zwickem. Film vypráví o skutečném životním příběhu židovských bratrů Bielských, kteří se v Bělorusku v roce 1941 postavili na odpor proti holokaustu ze strany nacistického Německa a společně s dalšími běloruskými židy se ukrývají před jistou smrtí v lesích. Společně tam žijí, bojují jak s Němci tak i s běloruskými kolaboranty. Nakonec přežijí až do osvobození v roce 1944 a i přes neustálé pronásledování nakonec zachrání celkem 1200 lidských životů.

## Obsazení
| Daniel Craig    | Tuvia Bielski                |
| Liev Schreiber  | Zuš Bielski                  |
| Jamie Bell      | Azael Bielski                |
| George Mackay   | Aron Bielski                 |
| Alexa Davalos   | Lilka Ticktin                |
| Jodhi May       | Tamara Skidelsky             |
| Tomas Arana     | Ben Zion Gulkowitz           |
| Jacek Koman     | Konstanty 'Kosčik' Kozlowski |
| Mia Wasikowska  | Chaja Dziencielsky           |
| Sam Spruell     | Arkadij Lubčanskij           |
| Kate Fahy       | Riva Reich                   |
| Mark Feuerstein | Isaac Malbin                 |
| Allan Corduner  | Šimon Harec                  |